# Chứng cương đau
Chứng cương đau của dương vật là tên gọi hiện trạng dương vật cương cứng quá lâu, quá cứng mà không mềm lại được, thường làm đau đớn. Đa số trường hợp không rõ nguyên nhân. Một số do bệnh trong cơ thể, một số khác do chích thuốc vào dương vật trong điều trị chứng liệt dương.
Chứng cương đau của âm vật cũng có xảy ra nhưng rất hiếm.
Chỉ có hai ống chứa máu thể hang ở trên lưng dương vật bị căng cứng, thể xốp (có chứa niệu đạo) phía dưới không bị tình trạng này.
Có hai dạng cương đau: 
- Do máu tuôn từ động mạch vào khi động mạch bị vỡ - dạng này ít đau, hiếm bị biến chứng về sau.
- Do tĩnh mạch bị căng cứng và nghẽn không trả máu trở ra được, dạng này có thể làm biến đổi tế bào, tạo xơ, dễ gây chứng liệt dương.

Điều trị: 
Chứng cương đau của dương vật là bệnh cần được điều trị cấp cứu.
Có nhiều phương pháp điều trị nhưng không phương pháp nào hoàn hảo. 
- Thuốc uống: Terbutaline 5 mg, thêm 5 mg 15 phút sau
- Làm tê và rút máu ra từ dương vật, đồng thời bơm dung dịch có thuốc Phenylephrine vào.
- Phẫu thuật